# Kalle Koblet
Kalle Koblet (Winterthur, 17 agosto 1997) è uno snowboarder svizzero.

## Biografia
In Coppa del Mondo ha esordito il 12 dicembre 2015 a Montafon (15º).
Nel 2018 ha partecipato ai XXIII Giochi olimpici invernali a Pyeongchang venendo eliminato ai quarti e concludendo in sedicesima posizione nella gara di snowboard cross.

## Palmarès

### Mondiali juniores
- 2 medaglie:
  - 2 ori (snowboard cross a squadre a Rogla 2016; snowboard cross a Klínovec 2017)

### Coppa del Mondo
- Miglior piazzamento nella Coppa del Mondo di snowboard: 8º nel 2021 e nel 2023
- 5 podi:
  - 1 vittoria
  - 2 secondi posti
  - 2 terzi posti

#### Coppa del Mondo - vittorie
| Data          | Località      | Paese  | Specialità |
| ------------- | ------------- | ------ | ---------- |
| 12 marzo 2023 | Sierra Nevada | Spagna | SBX        |

Legenda:

SBX = Snowboard cross